# Megaselia atrox
Megaselia atrox är en tvåvingeart som beskrevs av Borgmeier 1968. Megaselia atrox ingår i släktet Megaselia och familjen puckelflugor.
Artens utbredningsområde är Kalifornien. Inga underarter finns listade i Catalogue of Life.